# 点头镇
点头镇位于福建省福鼎市中部，距市中心15公里。面积109平方千米，人口4万。辖18个村委会、1个居委会，包括山柘、西洋尾、果洋、三沙溪、马洋、后梁、大峨、上宅、观洋、江美、柏柳、后井、翁溪、过苋、大坪、舑山、龙田、举州等18个村委会和点头居委会。

## 行政区划
点头镇下辖以下村级行政区划单位
点头社区、镇江社区、文昌社区、扆山村、龙田村、观洋村、三沙溪村、大峨村、上宅村、柏柳村、过笕村、翁溪村、举州村、大坪村、马洋村、江美村、山柘村、西洋尾村、果洋村、后梁村和后井村。